# Comunitățile autonome ale Spaniei
Spania este divizată administrativ în 17 regiuni denumite „comunități autonome”. Fiecare dintre ele dispune de o anumită independență, într-o măsură asemănător cu state federale, mai ales deoarece competențele descentralizate diferă între ele, termenii „independență” și „federal” fiind la ordinea zilei. Comunitățile autonome sunt la rândul lor divizate în provincii.